# Медаль «За отличную охрану общественного порядка» (Армения)
Медаль «За отличную охрану общественного порядка» — государственная награда Республики Армения.

## Порядок награждения
Награждение медалью производится за:
- мужество или самоотверженность, проявленные в деле укрепления правопорядка,
- мужество или самоотверженность, проявленные в деле охраны общественного порядка,
- мужество или самоотверженность, проявленные в деле борьбы с преступностью,
- проявленную отвагу при исполнении служебных обязанностей,
- проявленную отвагу при исполнении гражданского долга,
- за образцовое выполнение особых заданий.

## Порядок ношения
Медаль носится на левой стороне груди, при наличии медали «За боевые заслуги» — после неё.

## Награждённые медалью
В период правления Президента Армении С. Саргсяна (с 9 апреля 2008 года) медалью были награждены 65 человек, 2 из которых — посмертно.